# Diserbo
Il diserbo o, più in generale,  il controllo delle piante infestanti, è la pratica che mira alla loro eliminazione o contenimento, allo scopo di ridurne la competizione o il danno nei confronti di coltivazioni, animali al pascolo, aree verdi, manufatti o infrastrutture create dall'uomo. I mezzi impiegati possono essere diversi:
- i diserbanti chimici
- il fuoco (pirodiserbo)
- i mezzi meccanici (fresatura)
- accorgimenti agronomici (p. es. la semina ad alta densità)
- mezzi biologici (p. es. l'uso di parassiti dell'infestante)
- barriere fisiche (pacciamatura)

Ci sono anche alternative valide al diserbo, come ad esempio la semina di piante a bassa competizione, sperimentata in viticoltura utilizzando specie o varietà di trifoglio o graminacee a bassa statura ma in grado di impedire la crescita di altre infestanti.